# Jogos Olímpicos de Inverno de 1940
Os Jogos Olímpicos de Inverno de 1940, oficialmente V Jogos Olímpicos de Inverno deveriam ter sido realizados em 1940, na cidade de Garmisch-Partenkirchen, Alemanha. 
O Comitê Olímpico Internacional (COI) elegeu, em um primeiro momento, a cidade de Sapporo, no Japão, como sede destes Jogos. No entanto, a eclosão da Segunda Guerra Sino-Japonesa obrigou à suspensão da organização das Olimpíadas de Verão de Tóquio 1940 e de Sapporo.
O COI elegeu a Sankt-Moritz como substituta. Surgiram divergências entre o Comitê Olímpico Suíço e o COI, o que levou à desistência da cidade à Organização dos Jogos. Garmisch-Partenkirchen, sede dos últimos Jogos de Inverno, foi eleita como substituta, mas ao eclodir a Segunda Guerra Mundial foi impedida a realização dos jogos.
Sapporo organizaria os Jogos Olímpicos no ano de 1972, enquanto que Sankt-Moritz seria designada para realizar os Jogos de 1948.

## Artigos relacionados
- Lista dos jogos olímpicos da era moderna

[[Categoria:Eventos esportivos cancelados]
atualmente está sendo feito e varias categorias novas